# II Dwór
II Dwór (niem. II Hof) – zabytkowa posiadłość przy ulicy Polanki 124, w dzisiejszej dzielnicy Gdańska, Oliwie. Był największym zespołem architektonicznym spośród dworów w Oliwie.

## Historia

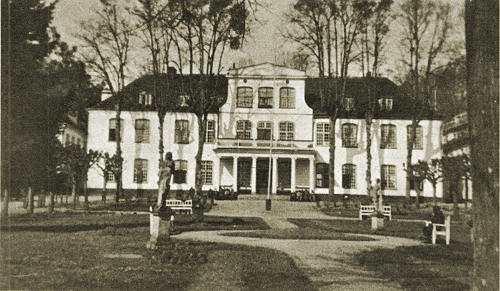
II Dwór, ok. 1900

Powstał, jak wszystkie inne dwory wzdłuż tego traktu, w pierwszej połowie XVII wieku, stanowiąc w 1631 roku własność Jana Wagnera. W XVIII wieku nosił nazwę Quellbrunn (Krynica).
Obecny zespół dworski pochodzi z końca XVIII wieku i powstał na fundamentach wcześniejszego dworu z XVII wieku. Wówczas powstały również, istniejące do dzisiaj, przylegające budynki oficyn i kaplicy cmentarnej. Cmentarz znajdował się na północ od budynku dworu. W parku przed frontem dworu umieszczono cykl rzeźb Jana Henryka Maissnera, przedstawiających alegorie czterech pór roku.
W 1827 roku posesję przejęła Generalna Dyrekcja Towarzystwa Handlu Morskiego. W latach 1833–1945 znajdował się tu przytułek i dom starców. Po II wojnie światowej, aż do końca lat osiemdziesiątych XX wieku, budynki dworu były użytkowane przez jednostkę LWP (najpierw przez 17 Batalion Szkolny Obrony Wybrzeża, a od 1961 roku dowództwo 6 Ośrodka Radioelektronicznego MW, czyli tzw. „zagłuszarki” znajdującej się w Jelitkowie). Zdewastowana posesja została przekazana archidiecezji gdańskiej. Po kapitalnym remoncie powstało tu „Międzynarodowe Centrum Ekumeniczne” prowadzone przez siostry brygidki. W 1999 roku podczas VII pielgrzymki do Polski centrum ekumeniczne odwiedził papież Jan Paweł II.
W obrębie centrum ekumenicznego znajdowały się również pozostałości ogrodu o założeniu rokokowym. Powierzchnia zrewitalizowanego parku wynosi 2 ha.

## Położenie
Obszar dworski znajduje się na wschodnim skraju Trójmiejskiego Parku Krajobrazowego, w małej dolinie pomiędzy wzgórzami morenowymi Górą Pawełek i Górą Dantyszka.

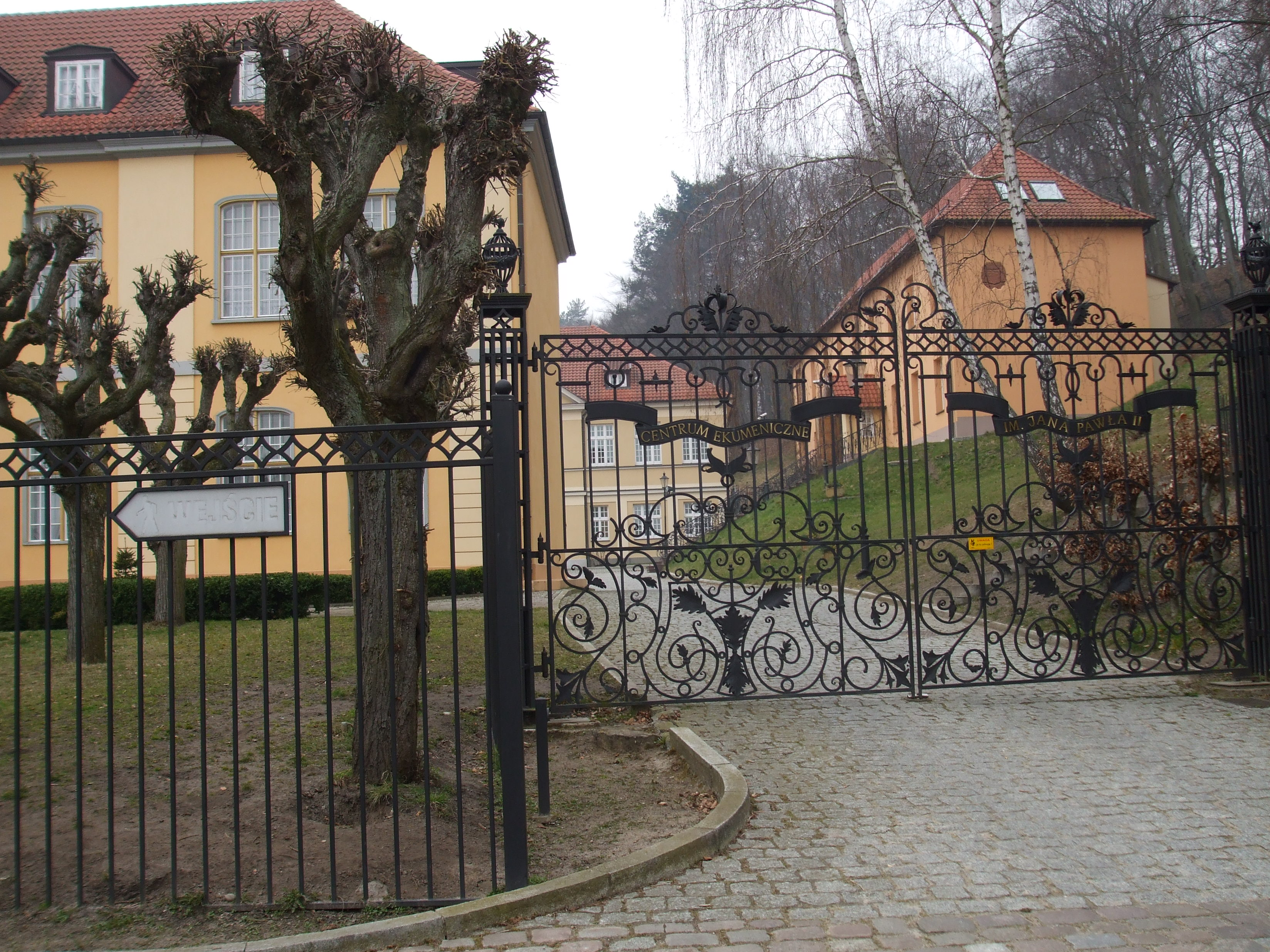
Brama wjazdowa
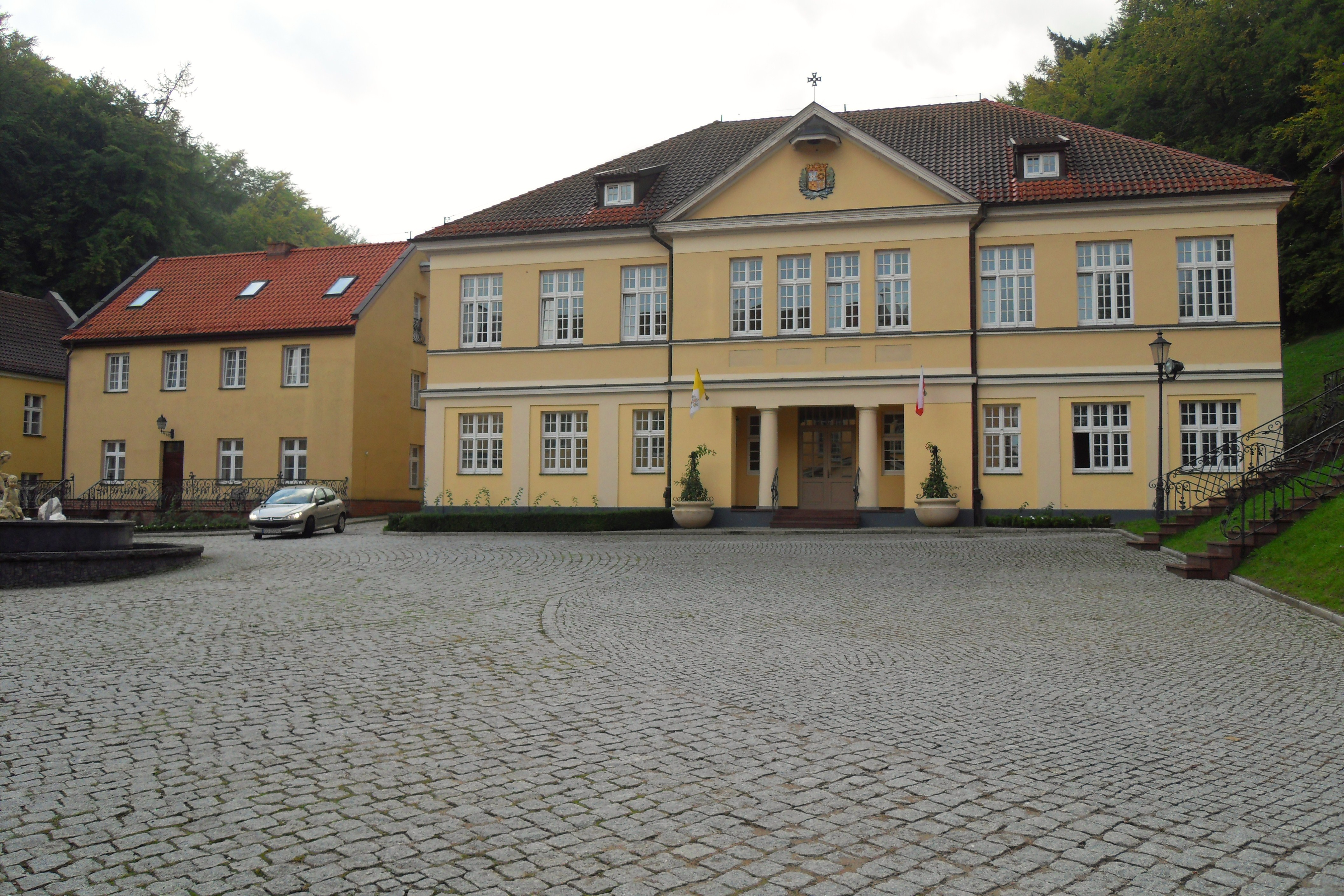
Zespół dworu II
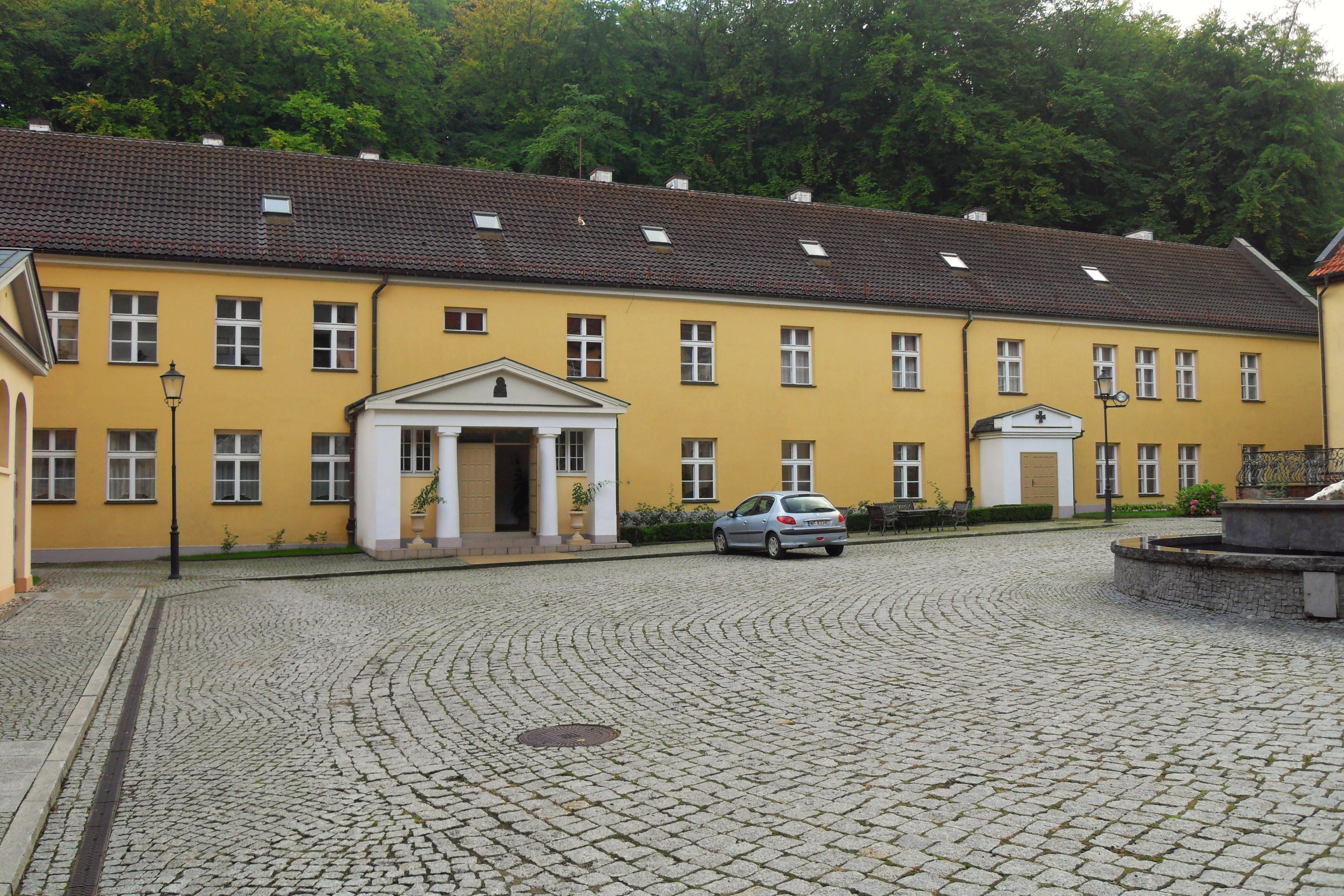
Zespół dworu II